# Кузмяк, Петро
Петро Кузмяк (русин. Петро Кузмяк; 1816, Страняны, Австрийская империя (ныне район Стара-Любовня, Прешовский край, Словакия) — 13 января 1900, Руски-Крстур, Воеводина, Австро-Венгрия) — русинский педагог, поэт, деятель русинской культуры. Владел русским, старославянским, латинским, венгерским и немецким языками. 

## Биография
Окончил школу в родном селе, учился в Подолинке и Дебрецене. Из-за финансовых проблем не смог продолжать обучение и вступил в монастырь в Мукачево.
Некоторое время посещал педагогические курсы в Ужгороде. Изучал педагогику, философию, богословие. Прошёл новициат. В 1838 году бежал из монастыря. Работал учителем в селе [[Шамброн|Шамброн]]. В 1841—1849 годах работал преподавателем и нотариусом в селе Якубяны (ныне район Стара-Любовня Прешовский край, Словакия).
Участник революции 1848 года. Был арестован русской армией при подавлении Венгерского восстания.
В мае 1855 года занял место главного учителя конфессиональной школы в селе Руски-Крстур в Воеводине. Работал учителем до 1892 года.
За свою работу как педагог часто получал благодарности церковных и государственных школьных властей. Имея многодетную семью, жил в бедности.
Умер 13 января 1900 г. в селе Руски-Крстур, где и похоронен.

## Творчество
Известен как русинский поэт, автор стихов "Прилетїла зозуленка", "Співай жавороночку".

## Память
- Гимназия в селе Руски-Крстур носит его имя. Гимназия имени Петра Кузмяка является единственной в мире, где предоставляется возможность получения среднего образования на русинском языке[1]. Большинство общественных и культурных деятелей русинской общины в стране являются выпускниками Крстурской школы, она же поставляет основную массу студентов кафедр русинского языка и литературы[2]
- В селе Руски-Крстур установлен бюст Петра Кузмяка.